# Ghost Doctor
Ghost Doctor (en hangul, 고스트 닥터; RR: Goseuteu Dagteo) es una serie de televisión surcoreana dirigida por Boo Seong-cheol y protagonizada por Rain, Kim Bum, Uee e Son Na-eun. Se estrenó en tvN el 3 de enero de 2022 y se transmitió los lunes y martes a las 22:30 (KST).

## Sinopsis
La serie gira en torno a dos médicos de orígenes, personalidades y habilidades médicas que son completamente opuestas. Cha Young Min es un genio de la medicina con habilidades quirúrgicas extraordinarias, pero a la vez muy arrogante y egoísta. Por otro lado, Seong Tak es nieto del fundador del Hospital Myungshin e hijo de la presidenta de ese hospital. Es el médico residente más afortunado y rico.

## Reparto y caracteres

### Principal
- Rain como Cha Young-min, 38 años, un genio cirujano torácico que tiene una mano de oro, puede salvar vidas con solo un toque de su mano.[4]
- Kim Bum como Ko Seung-tak, 28 años, primer año de residencia en cirugía torácica, un residente que tuvo de su parte a la fortuna en el hospital, ya que su abuelo es el fundador del mismo y su madre es la actual presidenta de la fundación. Es bueno en teoría pero torpe en la práctica del trabajo.[5]
- Uee como Jang Se-jin, 38 años, exnovia de Young-min y neurocirujana en el extranjero, fue criada como hija de una madre soltera.[6]
- Son Na-eun como Oh Soo-jung, 28 años e interna de urgencias muy motivada. La mejor amiga de Seung-tak, es también la nieta de Oh Joo-myung, que tras su muerte se convirtió en el fantasma Tess.

### De apoyo
- Sung Dong-il como Oh Joo-myung/Tess, tenía poco más de 60 años en el momento de su muerte, un fantasma de 20 años que ha estado en el hospital durante mucho tiempo y es el abuelo de Soo-jung.[7]

#### Personal del hospital
- Tae In-ho como Han Seung-won, a mitad de los 30 años, director ejecutivo, primo mayor de Seung-tak. Es un hombre de dos caras con una daga invisible en su interior.[8]
- Park Chul-min como Ban Tae-shik, poco más de 50 años. Jefe de Cirugía Torácica. Frente a otros médicos, grita «¡yo era un genio en mis viejos tiempos!», pero frente a Young-min, siempre se vuelve más pequeño.[8]
- Ko Sang-ho como Ahn Tae-hyun, 34 años, cuarto año como becario de cirugía torácica y leal subalterno de Young-min.[9]
- Ahn Tae-hwan como Kim Jae-won, 29 años, cirujano cardiotorácico de tercer año, que tiene una personalidad sencilla y clara. Una persona amable y cálida que valora cada pequeña vida; le gusta Seung-tak.[10]
- Kim Jae-yong como Lee Sun-ho, 30 años. Residente de cuarto año de cirugía torácica, nació y creció en una familia de clase media.
- Seo Ji-young como Ko Sung-hye, presidente de la Fundación Médica.[11]
- Choi Seok-won como Hun-gil, un fantasma en coma.[12]
- Yoon So-hee como Im Bo-mi, un fantasma en coma que se siente presionado por su madre para ser profesora, el interés amoroso de Hun-gil.[13]
- Yoon Da-kyung como Sung Mi-ran: la madre de Seung-tak. Una persona con dos caras: una madre amable y una presidenta obstinada y despiadada de una fundación médica.[14]
- Hwang Seok-jeong como la Sra. Kim, peluquera del hospital. Ella tiene una habilidad única para conocer a toda clase de personas en el hospital.[8]
- Park So-eun como la enfermera Jung.[15]
- Shin Soo-hang como médico de urgencias.
- Kim Jung-hwan como médico.
- Baek Ik-nam como médico (ep. 1).
- Jeon Se-yong como entrevistador de prácticas (ep. 1).
- Bae Ki-beom como anestesiólogo (ep. 1).

### Otros
- Lee Tae-sung como Jang Min-ho: poco más de 40 años, hijo del presidente Jang Myung-duk, es un hombre de sangre fría que aprovecha la enfermedad de su padre para convertirse en el heredero del grupo.[16]
- Lee Moon-soo como presidente Jang Kwang-deok: 70 años, presidente del grupo Chunmyung, tiene sarcoma cardíaco y necesita cirugía.
- Woo Yong-hee como paramédico (ep. 1).
- Park Sung-kyun como profesor de la facultad de medicina (ep. 1).
- Kim Woo-jin como paramédico (ep. 1).
- Lee Kyu-hyun como misterioso motociclista.[17]
- Kim Jung-woon como el secretario de Jang Min-ho.[18]

### Aparición especial
- Hani (Ahn Hee-yeon) como Lee Ji-woo / Jessica.[19][20]

## Producción
El 17 de marzo de 2021 se anunció que Rain regresaría a la televisión con la serie Ghost Doctor, dirigida por Bu Seong-cheol, escrita por Kim Seon-sun y producida por Bone Factory. Había aparecido por última vez en la serie Welcome 2 Life, de 2019. La composición del reparto se confirmó el 8 de noviembre de 2021. El 2 de noviembre, Son Na-eun publicó una foto desde el sitio de rodaje. El 6 de febrero de 2022 se anunció el fin del rodaje.

## Banda sonora original
| Parte | Publicación           | N.º | Título                                                 | Letra                     | Música         | Artista                 | Duración |
| ----- | --------------------- | --- | ------------------------------------------------------ | ------------------------- | -------------- | ----------------------- | -------- |
| 1     | 19 de enero de 2022   | 1   | Fly Away                                               | December 32, Ruid (Llwyd) | Kim Tae-young  | CNU (B1A4)              | 3:45     |
| 1     | 19 de enero de 2022   | 2   | Fly Away (inst.)                                       |                           | Kim Tae-young  |                         | 3:45     |
| 2     | 26 de enero de 2022   | 1   | My heart is everything to me (내겐 전부인 마음인 걸요) | KEHN                      | KEHN           | K.Will                  | 3:17     |
| 2     | 26 de enero de 2022   | 2   | My heart is everything to me (inst.)                   |                           | KEHN           |                         | 3:17     |
| 3     | 1 de febrero de 2022  | 1   | Romance (연애)                                         | Kim Hyun-cheol            | Kim Hyun-cheol | Sondia                  | 4:07     |
| 3     | 1 de febrero de 2022  | 2   | Romance (inst.)                                        |                           | Kim Hyun-cheol |                         | 4:07     |
| 4     | 8 de febrero de 2022  | 1   | You Better Not                                         | December 32, Ruid (Llwyd) | Kim Tae-young  | Donggeon & Jaeyun (TO1) | 2:44     |
| 4     | 8 de febrero de 2022  | 2   | You Better Not (inst.)                                 |                           | Kim Tae-young  |                         | 2:44     |
| 5     | 22 de febrero de 2022 | 1   | Make a Smile For Me (웃어주기로 해)                    | SNNNY                     | SNNNY          | Yubin (Oh My Girl)      | 4:08     |
| 5     | 22 de febrero de 2022 | 2   | Make a Smile For Me (inst.)                            |                           | SNNNY          |                         | 4:08     |

## Índices de audiencia
| Temporada | Temporada | Episodio número | Episodio número | Episodio número | Episodio número | Episodio número | Episodio número | Episodio número | Episodio número | Episodio número | Episodio número | Episodio número | Episodio número | Episodio número | Episodio número | Episodio número | Episodio número | Promedio |
| Temporada | Temporada | 1               | 2               | 3               | 4               | 5               | 6               | 7               | 8               | 9               | 10              | 11              | 12              | 13              | 14              | 15              | 16              | Promedio |
| --------- | --------- | --------------- | --------------- | --------------- | --------------- | --------------- | --------------- | --------------- | --------------- | --------------- | --------------- | --------------- | --------------- | --------------- | --------------- | --------------- | --------------- | -------- |
|           | 1         | 1.111           | 1.107           | 1.347           | 1.455           | 1.384           | 1.356           | 1.572           | 1.581           | 0.988           | 1.375           | 1.200           | 1.475           | 1.105           | 1.517           | 1.383           | 1.947           | 1.369    |

En la tabla inferior, en azul aparecen los índices más bajos, y en rojo los más altos. 
| Episodio | Fecha de emisión      | Índice de audiencia (Nielsen Korea) | Índice de audiencia (Nielsen Korea) |
| Episodio | Fecha de emisión      | Nacional                            | Seúl                                |
| -------- | --------------------- | ----------------------------------- | ----------------------------------- |
| 1        | 3 de enero de 2022    | 4,432% (1.ª)                        | 4,863% (1.ª)                        |
| 2        | 4 de enero de 2022    | 4,507% (1.ª)                        | 4,712% (1.ª)                        |
| 3        | 10 de enero de 2022   | 5,628% (1.ª)                        | 6,673% (1.ª)                        |
| 4        | 11 de enero de 2022   | 5,711% (1.ª)                        | 6,376% (1.ª)                        |
| 5        | 17 de enero de 2022   | 5,514% (1.ª)                        | 5,958% (1.ª)                        |
| 6        | 18 de enero de 2022   | 5,462% (1.ª)                        | 6,048% (1.ª)                        |
| 7        | 24 de enero de 2022   | 6,202% (1.ª)                        | 6,510% (1.ª)                        |
| 8        | 25 de enero de 2022   | 6,597% (1.ª)                        | 7,121% (1.ª)                        |
| 9        | 31 de enero de 2022   | 4,024% (1.ª)                        | 4,145% (1.ª)                        |
| 10       | 1 de febrero de 2022  | 4,747% (3.ª)                        | 5,345% (3.ª)                        |
| 11       | 7 de febrero de 2022  | 4,914% (1.ª)                        | 5,203% (1.ª)                        |
| 12       | 8 de febrero de 2022  | 5,709% (1.ª)                        | 6,002% (1.ª)                        |
| 13       | 14 de febrero de 2022 | 4,717% (1.ª)                        | 4,780% (1.ª)                        |
| 14       | 15 de febrero de 2022 | 6,282% (1.ª)                        | 6,717% (1.ª)                        |
| 15       | 21 de febrero de 2022 | 5,309% (1.ª)                        | 5,155% (1.ª)                        |
| 16       | 22 de febrero de 2022 | 7,953% (1.ª)                        | 8,394% (1.ª)                        |
| Promedio | Promedio              | 5,482%                              | 5,875%                              |

## Premios y nominaciones
| Año  | Premio                  | Categoría                   | Candidato | Resultado | Ref.          |
| ---- | ----------------------- | --------------------------- | --------- | --------- | ------------- |
| 2022 | 13th Korea Drama Awards | Premio a la gran excelencia | Kim Bum   | Ganador   | [ 33 ] [ 34 ] |
| 2022 | 13th Korea Drama Awards | Premio a la excelencia      | Uee       | Nominada  | [ 33 ] [ 34 ] |